# ノール ノラトラ
ノール ノラトラ
ドイツ空軍博物館のノラトラ
- 用途：輸送機
- 設計者：ジャン・カルヴィ（Jean Calvy）
- 製造者：SNCAN/ノール・アビアシオン
- 初飛行：1949年10月2日
- 生産数：425機
- 運用開始：1953年6月12日
- 退役：1989年（フランス）

ノール ノラトラ（Nord Noratlas）は、1950年代に第二次世界大戦 時に就役した古い機種を更新することを意図したフランスの軍用輸送機である。SNCANおよび後身のノール・アビアシオンにより数百機が製造され10年以上に渡り広く様々な用途に使用された。

## 開発
第二次世界大戦末期～終戦直後のフランス空軍（French Armée de l'Air）には、ドイツから接収したユンカース Ju52とアメリカ合衆国から供与されたダグラス C-47という2種類の主要な輸送機が残されていた。両機種共に有用ではあったが、空軍は尾輪式の降着装置のため駐機中に機首上げ姿勢になり荷物を詰め込むのが困難であり、胴体側面の貨物ドアが狭く、搭載量が少ないという両機に共通の欠点に悩まされていた。
1947年のDTI（Direction Technique Industrielle）が主催した多様性に富む中型輸送機の設計競作会にSNCAN（Société Nationale de Construction Aéronautique du Nord）社はノール 2500を、ブレゲー社はBR-891R マルスを、SNCASO社はSO-30Cを提示した。貨物の積載に便利な後部のクラムシェル型ドアを持つノール 2500が最も適当だと認められ、1948年4月27日にDTIは2機の試作機を発注した。
最初の試作機は1,600 hpのグノーム・ローム 14R 星型エンジンを2基と3枚ブレードの可変ピッチプロペラを装備して1949年9月10日に初飛行したが、この機はほとんどの用途に対して足が遅すぎることが判明した。試作2号機は14Rエンジンに換えて2,040 hp のSNECMA製のブリストル ハーキュリーズ 738/9 エンジンを2基と4枚ブレードのプロペラを装備し、ノール 2501と名付けられた。DTIは更に3機のノール 2501を発注し、類似機のフェアチャイルドC-82 パケットとの比較テストにかけられた。テストの結果ノール 2501の優位性が認められ、1951年7月10日に最初の34機が発注された。
最終的に425機の生産が行われ、最後のノラトラは1961年に製造された。

## 運用の歴史

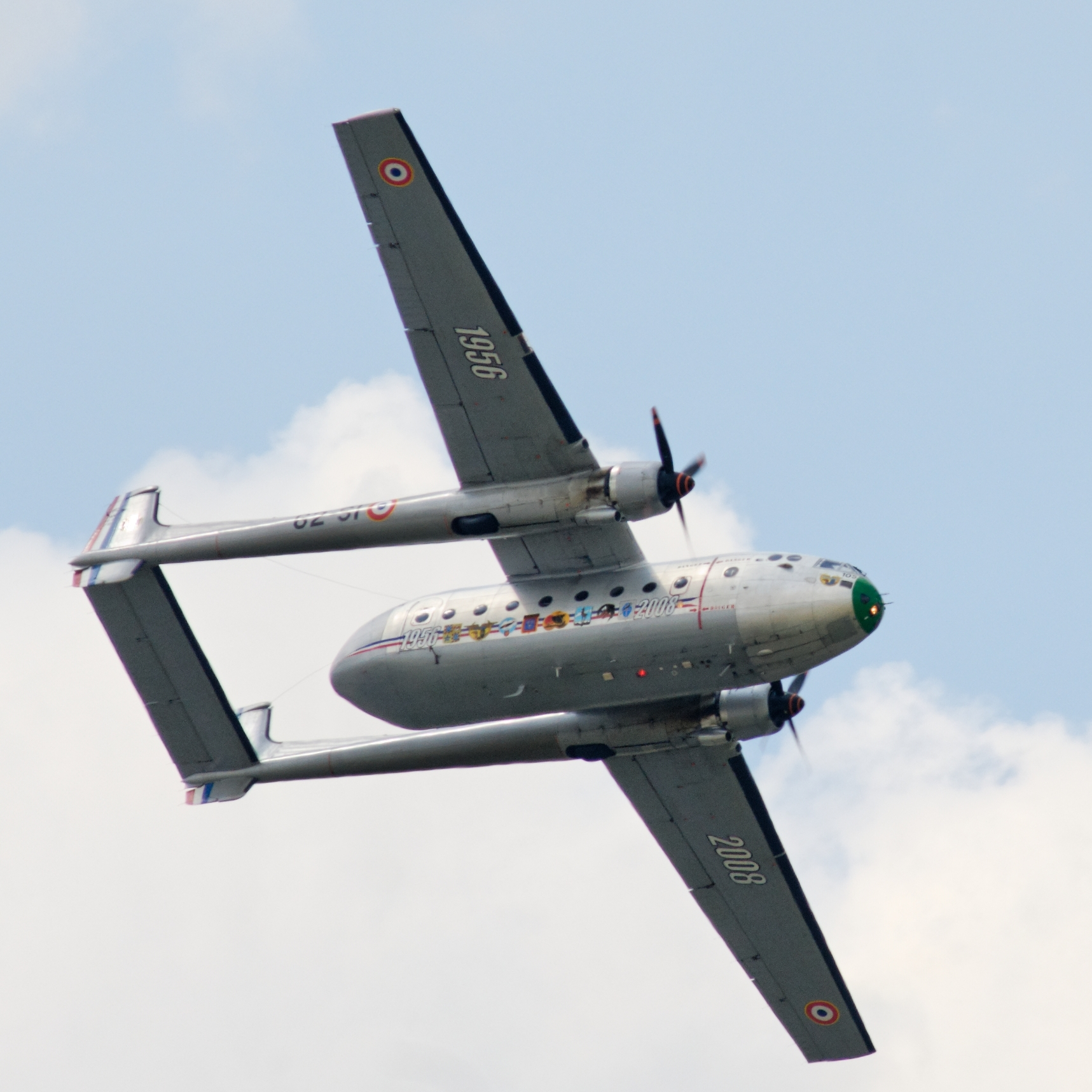
航空ショーで飛行するノラトラ

ノール 2501 ノラトラは、1956年のスエズ危機でフランス軍のパラシュート兵がエジプトのポートサイドとポートファウアド（Port Fouad）に降下したことで有名になった。話は4年前に遡る。
1952年にノール 2501の試作初号機がテスト中に不幸にも墜落し、1953年1月9日にノール 2501は墜落で死亡した操縦士の未亡人によって「ノラトラ（Noratlas）」と名付けられた。このつまずきにもかかわらず最初の34機分の契約は1953年6月25日までに完納した。フランス空軍はさらに174機を発注し、ノラトラの受注総数は208機になった。
これらの機体は当初専ら輸送機として使用されたが、旅客機用の装備を付けた機体が10機発注された。しかし1962年のアルジェリアでの運用の結果を受けて、これらの多くが他の任務用（詳細は下記）に換装された。この換装により8機の有用で長寿命のノール ガブリエル(Gabriel)（電子戦用プラットフォーム）が生まれた。ガブリエルは最後まで現役だったノラトラの派生型で、1989年にようやくフランス空軍から退役した。
西ドイツはフランスと同じ状況に直面しており、これがノラトラの開発を促した。最終的に西ドイツは1956年から合計186機のノラトラを購入し、そのうち25機はフランスで製造され、他の161機は契約の下で西ドイツのノール航空機製造（Flugzeugbau Nord、ノール社の子会社）で製造された。これらの機体はN-2501Dという名称が付けられた。ドイツ連邦空軍は1964年からノラトラを売却し始め、そのほとんどが下記の小国に売却された。
イスラエル空軍（IAF）は1956年に最初3機のN-2501ISを購入したが、フランス政府はイスラエルが3機のノラトラを購入する場合に限り12機のダッソー ウーラガン戦闘機を購入する許可を与えるとした。イスラエルは提示されたこの条件に戸惑ったが、フランスはイスラエルに武器を売却してくれる数少ない国の一つであり最終的にはこの条件を飲んだ。しかしイスラエルはスエズ危機での活躍でノラトラの有用性を認識し、1959年に更に3機のN-2501ISを、6日戦争の前の1962年頃には16機のN-2501Dを購入し(西ドイツ空軍からの放出機6機を含む)、全て第103飛行隊に配備した。これらのノラトラは主に貨物と空挺兵員の輸送に使用する意図であったが、数機は同時期のC-130輸送機がベトナムでデイジーカッター爆弾の投下に使用されたのと全く同じようにエジプト域内への長距離爆撃という通常の用法とは異なる目的のために投入された。またイスラエル空軍は6日戦争の最初からノラトラを洋上哨戒に使用していたことでも知られ、この中の1機はアメリカ海軍の船舶リバティーを攻撃したことが確認されている(リバティー号事件)。イスラエル空軍は1978年にノラトラを退役させてC-130に更新し、全機を一括してギリシャ空軍に売却した。
1970年にギリシャ空軍は第二次世界大戦の賠償として50機のノラトラを西ドイツから受領した。これらの機体はアテネ近郊のエレフシス空軍基地（Elefsis AFB）の第354戦術輸送飛行隊（第112戦術戦闘団- Pterix Mahis）に配備された。第354飛行隊のノラトラは、キプロスでのクーデターに乗じて「トルコ系住民の保護」を口実としてのトルコ軍上陸に対抗して1974年7月21日から22日の夜間にギリシャの第1レンジャー戦隊をクレタ島のソウダ空軍基地からキプロス島のニコシア国際空港まで空輸する任務に使用された。老朽化した機体と悪い飛行条件にもかかわらず"ナイキ（Nike）"（ギリシャ語で勝利）作戦に参加した15機中の12機が何とかニコシアの空港に着陸した。ギリシャの第1レンジャー戦隊は国際連合が管理するニコシア国際空港を掌握し、空港を攻撃してくるトルコの連隊には降伏しなかった。
翼端に小型のチュルボメカ マルボレ IIEターボジェット エンジンを装着したN-2502A/Bは主にUnion Aéromaritime du Transport (N-2502A) や CGTA-Air Algérie (N-2502B)などの民間航空会社で使用されたが軍用機モデルでは成功せず僅か10機が製造されただけであった。ポルトガル空軍は1961年から1962年にかけて軍用化されたN-2502A（N-2502F）を購入した。
下記に示すような特定の目的のための幾つかの派生型もあった。

## 派生型

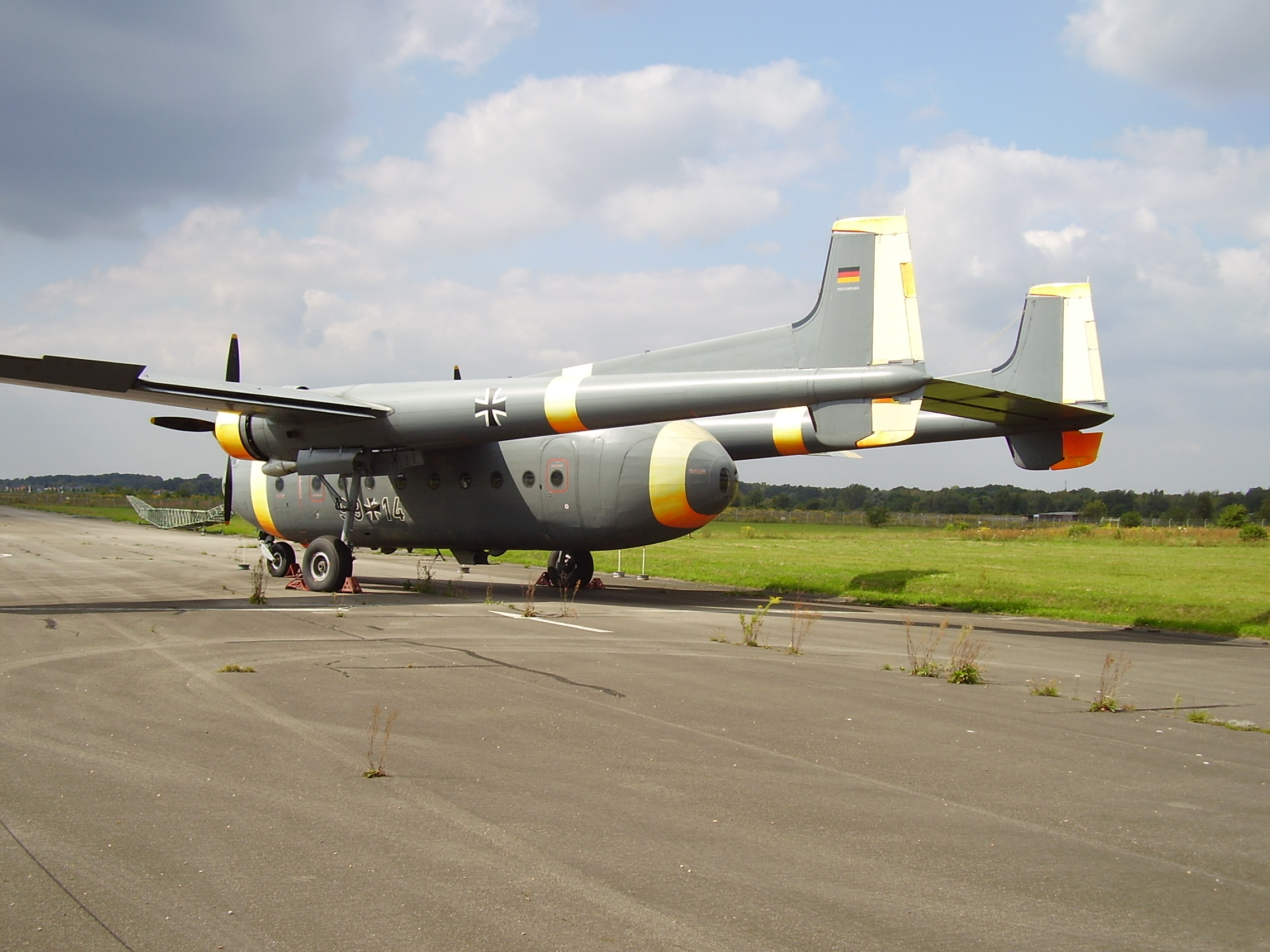
ドイツ空軍博物館のノラトラ

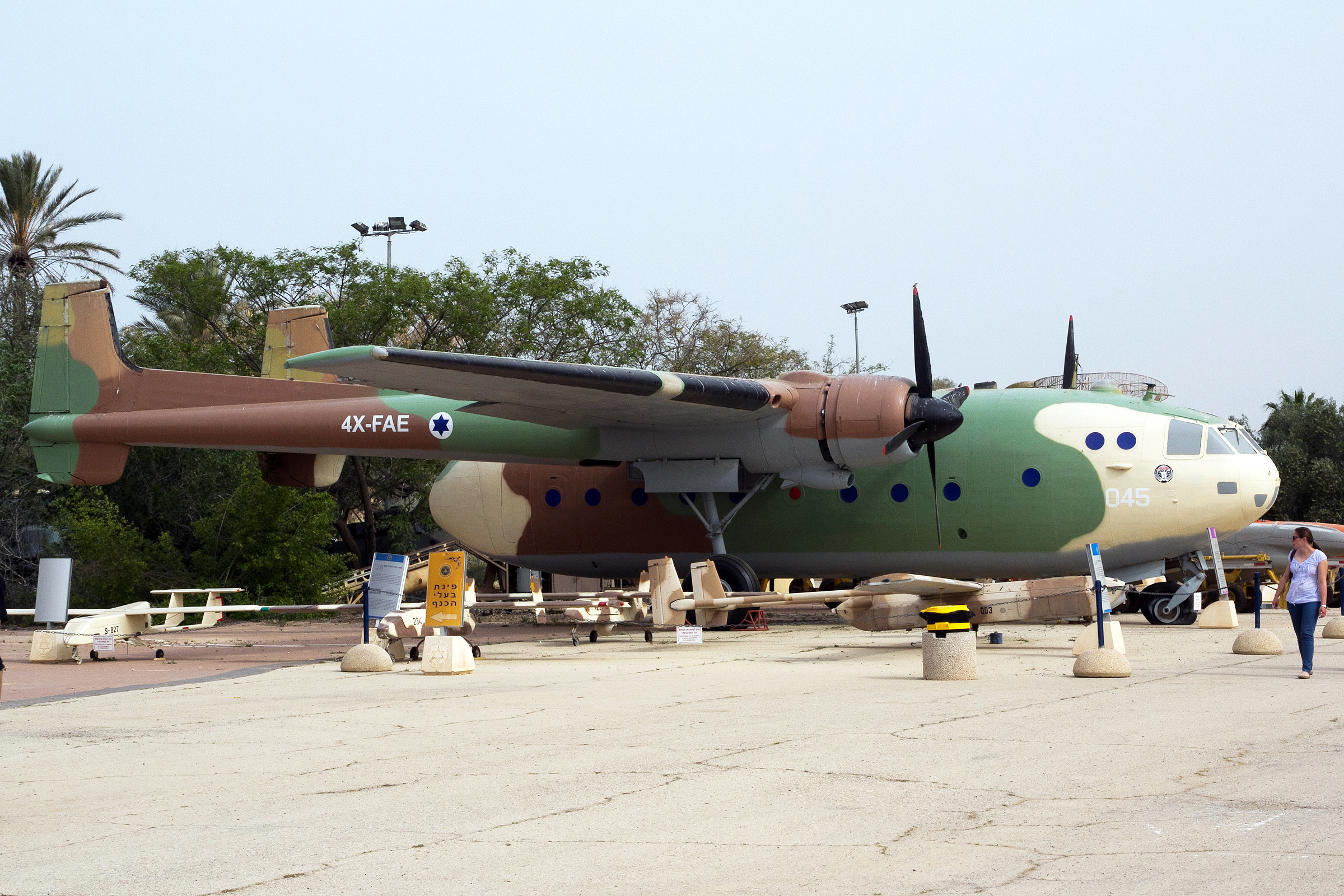
イスラエル空軍博物館のノラトラ

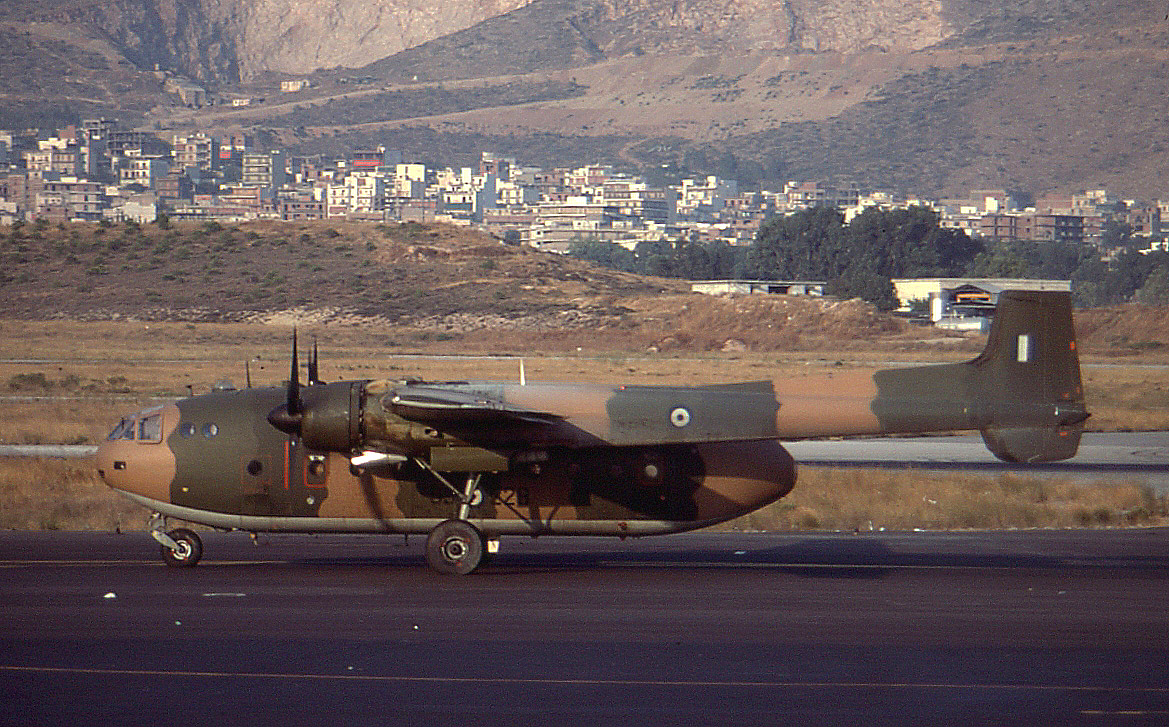
ギリシャ空軍のノラトラ

N2500
1,600 hpを発生するグノーム・ローム 14R 星型エンジンを2基装備した試作機。1機のみ製造。
N2501
SNECMAが製造したブリストル ハーキュリーズ エンジンを装備したフランス空軍向けの量産モデル。5機の試作機と208機が生産された。
ノール 2501A
1,650-hp (1230-kW) を発生するSNECMA 758/759 ハーキュリーズ 星型エンジンを装備したUTA向けの民間輸送機モデル。4機製造、後にN2502へ換装。
ノール 2501D
N2501の装備機器の一部を西ドイツ製の物と交換したドイツ連邦空軍向けの量産モデル。186機（フランス製が25機、西ドイツ製が116機）が生産された。
ノール 2501E
標準の2501を1機テスト飛行用に改称したもの。2基のチュルボメカ マルボレ II補助ターボジェット エンジンのテストに使用された。
ノール 2501IS
装備機器の一部を交換したN2501。6機が製造されイスラエル空軍が購入。
N-2501 ガブリエル(Gabriel)
SIGINT/電子戦用のプラットフォーム。8機製造（おそらくN-2501を改造）。フランス空軍により運用。
ノール 2501TC
トランスバール航空（Transvalair）により使用された2501の改造モデル。3機製造。
ノール 2502
2基の1,650-hp (1230-kW) を発生するブリストル ハーキュリーズ 758/759 エンジンに2基のチュルボメカ マルボレ II補助ターボジェット エンジンを装備したアルジェリア航空とUTA向けの民間貨物機モデル。
ノール 2502A
2基の1,650-hp (1230-kW) を発生するブリストル ハーキュリーズ 758/759 エンジンに2基のチュルボメカ マルボレ II補助ターボジェット エンジンを装備したUTA向けの民間貨物機モデル。5機を製造、2機をN2501Aから改装。
ノール 2502B
2基の1,650-hp (1230-kW) を発生するブリストル ハーキュリーズ 758/759 エンジンに2基のチュルボメカ マルボレ II補助ターボジェット エンジンを装備したアルジェリア航空向けの民間貨物機モデル。1機を製造、2機をN2501Aから改装。
ノール 2502C
ノール 2502A/Bに似た民間貨物機モデル。インド航空による購入を意図していたが、試作機1機のみ製造。
ノール 2502F
ポルトガル空軍向けのノール 2502の軍用モデル。6機が改装。
ノール 2503
エンジンを2基の1864-kW (2,500-hp) を発生するプラット・アンド・ホイットニー R-2800-CB17星型エンジンに換装したモデル。ノール 2501の試作機の1機から改装。
ノール 2504
フランス海軍で対潜哨戒機の訓練のためにノール 2502を改造したモデル。24機が発注されたが1機のみ製造。
ノール 2505
対潜哨戒機用にノール 2502を改造したモデル。キャンセルされたため製造されず。
ノール 2506
STOL性能と強襲輸送時の重荷重下での性能向上のためにノール 2502を特別に改造したモデル。1機を製造、1機を改装。
ノール 2507
12時間以上の滞空能力をもった捜索救難任務を意図したノール 2502を改造したモデル。計画段階以降には進まず。
ノール 2508
2基の1864-kW (2,500-hp) を発生するプラット・アンド・ホイットニー R-2800-CB17星型エンジンに2基のチュルボメカ マルボレ II補助ターボジェット エンジンを追加装備したノール 2503を改造したモデル。高性能ではあったが発注は無かった。試作機は西ドイツへ売却された。1機を製造、1機を改装。
ノール 2508B
N.2508の貨物機モデル。
ノール 2509
製造されなかったモデル。
ノール 2510
製造されなかった対潜哨戒機モデル。
ノール 2520
より大きな搭載量を得るためにノール 2502を拡大したモデル。計画段階以降には進まず。

## 運用

### 軍事運用
アンゴラアンゴラ空軍
 ジブチジブチ空軍
 フランスフランス空軍
 ドイツドイツ連邦空軍
 ギリシャギリシャ空軍
 イスラエルイスラエル空軍 - 第103飛行隊
 モザンビークモザンビーク空軍
 ニジェールニジェール空軍
 ナイジェリアナイジェリア空軍
 ポルトガルポルトガル空軍
 ルワンダルワンダ空軍
 ウガンダウガンダ空軍

### 民間運用
アルジェリアアルジェリア航空
 ドミニカ共和国Cibao Cargo Airways
 エクアドルAerotaxis Ecuatorianos
 フランス
- トランスバール航空
- Union des Transports Aériens
- Union Aéromaritime de Transport

 ドイツエルベ航空
 ザイールグリア航空

## 要目
- 乗員：4 - 5名
- 搭乗可能数：兵員45名、パラシュート兵員36名、傷病兵18名、貨物
- 全長：21.96 m (72 ft 1 in)
- 全幅：32.50 m (106 ft 8 in)
- 全高：6.00 m (19 ft 8 in)
- 翼面積：101.20 m² (1,089 ft²)
- 空虚重量：13,075 kg (28,825 lb)
- 最大離陸重量：22,000 kg (48,500 lb)
- 搭載重量：8,458 kg (18,647 lb)
- 最高速度：405 km/h (251 mph) 最大搭載量で
- 巡航速度：320 km/h (199 mph) 高度1,500 m
- 巡航高度：7,100 m (23.300 ft)
- 航続距離：2,500 km (1,550 miles)
- 上昇率：5.5 m/s (1,080 ft/min)
- エンジン：2 * ブリストル ハーキュリーズ 738/739 2,040 hp (1,520 kw)